# Tropas de Cor dos Estados Unidos

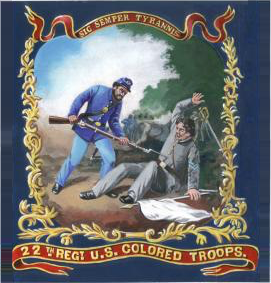
Bandeira do 22.º Regimento da USCT, retratando um soldado negro dos EUA golpeando um Confederado sob o título "Sic Semper Tyrannis" (Sempre Assim aos Tiranos)

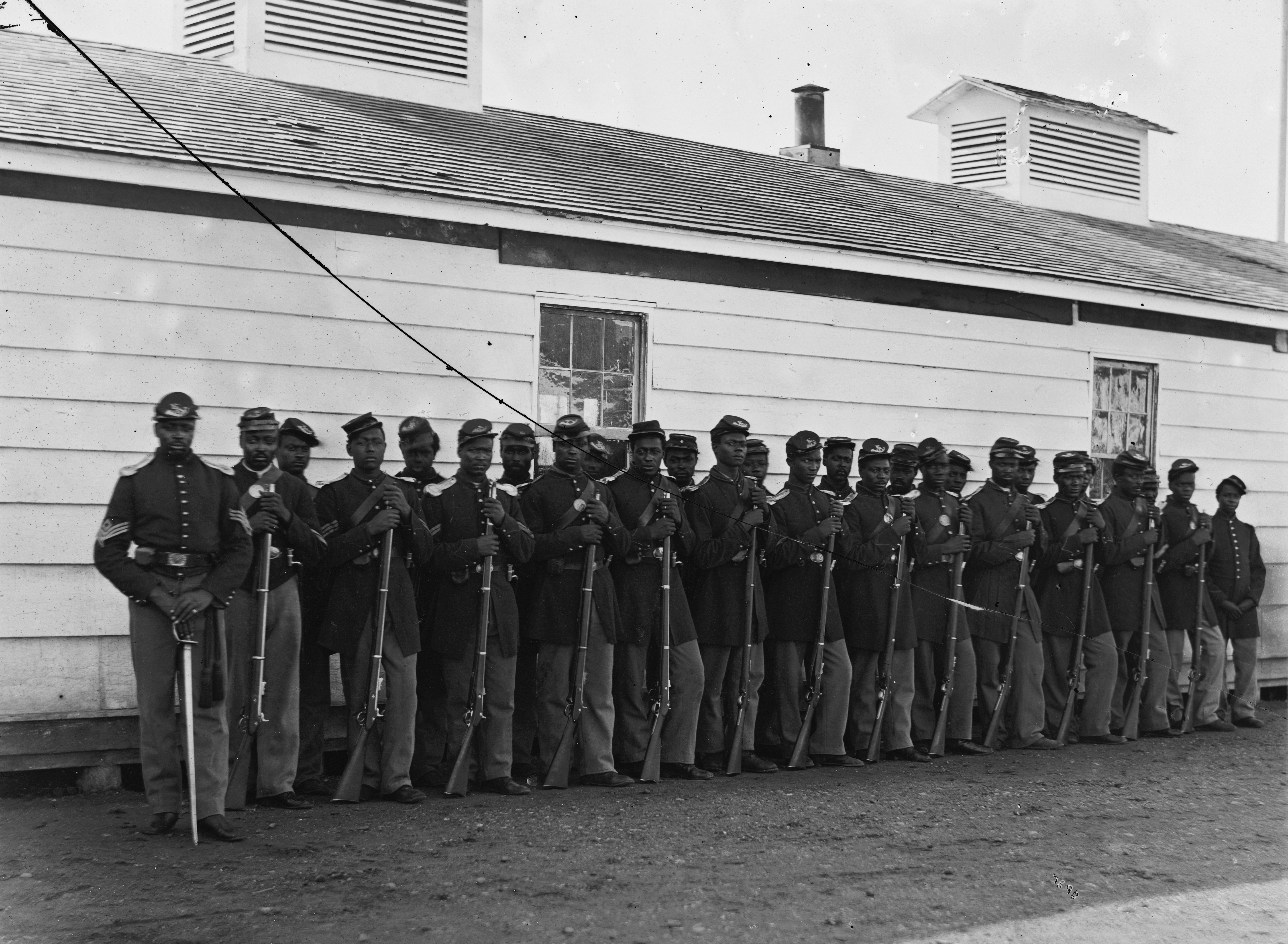
Os homens nesta foto são da Companhia E, 4ª Infantaria Colorida dos Estados Unidos. O deles era um dos destacamentos designados para proteger a capital do país durante a Guerra Civil Americana.

As Tropas de Cor dos Estados Unidos foram regimentos do Exército dos Estados Unidos, formados durante a Guerra Civil Americana e que eram compostas por soldados afro-americanos (pessoas "de cor", denominadas "coloridas" na época).
Os primeiros recrutamentos deram-se em 1863 e duraram até ao final da Guerra Civil. Os soldados dos 175 regimentos das USCT (totalizando 178 000 homens) chegaram a representar dez por cento do Exército da União.
Os homens da USCT foram os precursores dos Buffalo Soldiers, que combateram nas guerras indígenas do século XIX e receberam a sua alcunha no Oeste Americano.